# Ованес Туманян
Ованес Туманян (на арменски: Հովհաննես Թումանյան) е арменски писател, поет, преводач и общественик, считан за един от най-големите разказвачи на арменския фолклор и основоположник на арменската поезия. Автор е на сборници с балади и песни, както и на поеми и стихотворения, послужили за основа на много произведения.

## Биография
Роден е в село Дсех, Армения в семейство на свещеник на 7 (19) февруари 1869 година. Детските му години преминават в родното му село в тесния семеен кръг и на пасището. Началното си образование получава от селския учител Сахак. След това през 1878 – 1883 година се записва в училището на Дикран Ден – Тавитян в Степанаван, Армения. Там има богата библиотека. След това се прехвърля в колежа „Нерсесян“ в Тифлис. Бащата обаче няма възможност да плаща обучението и младия Ованес е принуден да напусне. Времето в училище му помага много, защото го оформя като поет, и той се посвещава изцяло на литературата. Междувременно започва работа в арменския Народен съд, а по-късно и в Арменския издателски съюз. През есента на 1853 година Туманян пътува с баща си в Тифлис. От средата на 1880 година работи за различни вестници и списания. В началото на кариерата си среща големи трудности заради враждебното отношение към него. Това донякъде го кара да започне да пише поеми. Събира и легенди, балади и песни. В края на 1890 година публикува в Москва първия сборник с негови работи. Две години по-късно издава и втори сборник със стихотворения. Тези книги бързо го правят известен. Не след дълго Ованес Туманян се превръща в патриарх на арменската поезия. През 1889 година той създава литературен кръг „Вернадун“ и негови членове стават видни арменски поети, писатели, художници и композитори. Сред тях са Вартанес Папазян, Гомидас, Башинджян, Терлемезян и много други. Туманян активно сътрудничи и на детското списание „Аскер“. Участва в създаването на учебници за първи до пети клас „Лусапер“ (изгрев). Издава поредица от 15 детски книжки с цветни илюстрации „Децата на библиотеката на Ованес Туманян“.
Най-малкото от десетте му деца, неговата дъщеря Тамар Туманян (10 май 1907 – 11 ноември 1989) става архитектка.
Туманян е известен и като видна обществена фигура. Арестуван е два пъти от царското правителство. В 1909 г. Ованес Туманян заедно с десетки други видни дейци на арменската култура е хвърлен от царското правителство в Метехенския затвор – уж за подривна революционна дейност.
В периода 1912 – 1921 година е председател на Кавказкия съюз на арменските писатели. По време на Геноцида помага на много арменски бежанци от западна Армения. За това получава национална награда „Поетът на всички арменци“. През 1918 година подпомага за сключване на примирие в Арменско-грузинската война. Туманян е страстен радетел на армено-руската дружба. Той е един от най-добрите преводачи на Лермонтов, Пушкин и други.
През 1921 година здравето му се влошава и започва да се лекува от рак. На 23 март 1923 година умира в болница в Москва след дълга борба с болестта. Погребан е в Тифлис, Грузия.
Многобройните поеми, легенди, балади и стихотворения, които пише Ованес Туманян водят началото си от изворите на богатия арменски фолклор.

## Почит
Ованес Туманян е превеждан от много руски писатели, като: Йосиф Бродски, Самуил Маршак, Бела Ахмадулина, Константин Балмонт, Валерий Брюсов.
Много филми и анимационни филми са по адаптирани произведения на Туманян.
Две опери: „Ануш“ (1912) на Армен Тигранян и „Алмаст“ (1930 г.) от Александър Спениярнян, са написани въз основа на неговите произведения.
На името на Туманян има кръстени улици, училища, куклен театър и град в Армения, улици в Украйна (в Киев и Донецк), улица в Сочи (Русия), както и площад в Москва. Издигнати са множество паметници. В родното село има действаща къща музей на поета. В Ереван също има негов музей, открит през 1953 г.
Образът му е отпечатан на банкнотата от 5000 арменски драма.

## Творби
- „Куче и котка“ – легенди
- „Орел и дъб“
- „Търговци на злото“
- „Маро“ – поема
- „Сако от Лори“ – поема
- „Ануш“ – поема
- „Пролог“ – поема
- „Лелекайте“ – поема
- „Краят на злото“
- „Сбогом, Сириус“
- „Хилядогласният славей“
- „Превземането на крепостта Тмка“ – по този сюжет е операта „Алмаст“
- „Господар и работник“
- „Храбрият Назар“ – детски приказки